# Friedrich Wilhelm Jochem
Friedrich Wilhelm Jochem (* 15. September 1881 in Mainz; † 23. Januar 1945 in Langen) war ein deutscher Architekt.

## Leben
Jochem besuchte die Kunstgewerbeschule in Mainz und war Meisterschüler von Joseph Maria Olbrich in Darmstadt. Er unternahm Studienreisen nach Italien, Großbritannien und Österreich, bevor er 1906 Mitarbeiter von Wilhelm Kreis in Dresden wurde. Von 1906 bis 1912 war Jochem Lehrer an der Kunstgewerbeschule Kiel, anschließend leitete er die Kunstgewerbeschule Pforzheim und ab 1922 die Kunstgewerbeschule in Hannover. 
Daneben baute Jochem als Privatarchitekt Villen, Miets- und Geschäftshäuser in Kiel und Umgebung. 1912 entstand ein Landhaus in Sofia. Er war daneben auch als Innenarchitekt tätig. So entwarf er die Innendekoration der Villa von Ludwig Ballin in Pforzheim. 1937 wurde Jochem auf Betreiben der nationalsozialistischen Machthaber frühzeitig pensioniert; einem Ruf Bruno Tauts in die Türkei folgte er nicht mehr.

## Veröffentlichungen
- Das Haus des Bürgers. 5 Bde., Hoffmann, Stuttgart 1905.